# Stefano Boccazzi
Stefano Boccazzi (Viadana, 26 maggio 1966) è un ex rugbista a 15 italiano, in carriera attivo nel ruolo mediano di mischia di Viadana e Brescia e due volte internazionale per l'Italia.

## Biografia
Boccazzi nasce a Viadana, nella provincia di Mantova.
Nel 1979 muove i primi passi nel rugby giocando nella neonata formazione Under-15 del Viadana. Nella stagione 1981-82 ha l'occasione, insieme ad altri giovani rugbisti viadanesi, di giocare qualche partita con la prima squadra tra campionato e Coppa Italia, rendendosi protagonista dalla piazzola.
Rimane al Viadana fino al 1985, quando viene ingaggiato dal Brescia in prima divisione. Nello stesso anno viene selezionato nella Nazionale italiana per il tour estivo in Zimbabwe. Esordisce a livello internazionale il 22 giugno nel test match vinto dagli Azzurri per 25 a 6 e disputando altri incontri no-cap come Italia XV contro alcune selezioni territoriali zimbabwesi.
Il 5 novembre 1988 fa la sua seconda ed ultima apparizione in un match ufficiale contro l'Unione Sovietica, che si impone a Treviso per 12-18.
Nel 1991 fa ritorno al Viadana nel campionato nazionale di serie B. Dopo due stagioni nel club giallo-nero, una nuova dipartita verso Brescia.